# ユア・フェイバリット・エネミーズ
Your Favorite Enemiesは、アレックス・ヘンリー・フォスター（Vo）、ジェフ・ボーリュー（Gt）、セフ（Gt）、ベン・レムリン（Ba）、ミス・イザベル（Key&Vo）とチャールズ・ムース・アリッシー（Dr）によって、2006年ヴァレンヌ（モントリオール郊外）にて結成。バンドは現在、拠点をドラモンビルに移し、自らスタジオに改造した旧カトリック教会にて生活している。結成当初からバンドメンバーの変更はない。
バンドメンバーは、 The Clash, The Ramones, The Cure, Noir DésirやNick Cave and the Bad Seedsに影響を受けており、オルタナティブロックの激しさから、シューゲイザー、ニュープログ、ノイズロックなども彼らのサウンドの要素として挙げられる。
2008年、Your Favorite Enemiesはビルボードが選ぶ要注目バンド・トップ5のひとつとして紹介された。バンドはこれまで、ヨーロッパ（イギリス、スコットランド、フランス、ドイツ）や日本、オーストラリア、中国、台湾、アメリカ、カナダ国内のツアー経験がある。DIY精神に忠実に、レコーディングからツアーまで全てを自分たちで計画、実行している。
2013年3月20日、バンドは日本のキングレコードよりアルバム『Between Illness And Migration』を世界に先駆けリリースし、日本デビューを果たした。翌年の2014年5月20日、バンドはカナダ盤アルバム『Between Illness And Migration』をリリース。リリース日には、iTunesにてColdplayとThe Black Keysのあいだ、チャート第2位をマークした。リリース一週目には、カナダ全国のチャートにて第6位を記録し、HMVからは、“今週のベストセラーアーティスト”のタイトルを与えられた。開放的なギターテクスチャーや複雑でアートロックが光るサウンドと、社会政治的なリリック傾向を持ったアルバムは、バンドのリリースの中でも最も勢いのあるアルバムだと言われている。

## 来歴

### 結成、1st EPと初のヨーロッパツアー (2006–2007)
Your Favorite Enemiesは、アレックス・ヘンリー・フォスター（Vo）、ジェフ・ボーリュー（Gt）、セフ（Gt）、ベン・レムリン（Ba）、ミス・イザベル（Key&Vo）とチャールズ・ムース・アリッシー（Dr）によって、2006年に結成されたモントリオール・ロックバンドである。バンド結成当初から、6人はコミュニティ価値とDIY精神（Do It Yourself＝自分でやる）に基づき、バンドのキャリアのあらゆる側面を管理してきた。Sonic Youth, Fugazi, The Cure, Pixies, My Bloody Valentineや Mars Voltaに影響を受けたバンドの、荒くも磨かれた不協和音のテクスチャーや、内省的な詩、そして象徴主義的なリリカル・アプローチを独自にブレンドしたスタイルは、瞬く間に世界中に熱狂的なファンを生んだ。献身的なファンたちは、各国にストリートチームやファンコミュニティを設立し、すぐさまYour Favorite Enemiesの宣伝を始めた。
DIYへの価値に忠実に2007年、バンドメンバーは自主レーベルHopeful Tragedy Recordsを設立し、自主制作EP「And If I Was To Die In The Morning… Would I Still Be Sleeping With You」をリリースした。2007年6月に発売されたEPは、発売からたった数ヶ月で3万枚のセールスを記録し、バンドを初のヨーロッパ・ヘッドライニングツアーへと導いた。バンドはロンドン、パリ、ベルリンやケルンを訪れ、パフォーマンスをした。

### Love Is A Promise Whispering Goodbye, Final Fantasy と YFE-TV (2008)
2008年にはビルボードで“国際的スターへと駆け上がっていくカナディアン・アクトTop5”に選ばれた。2008年6月1日、バンドはセカンドアルバム『Love Is A Promise Whispering Goodbye』をリリース。6万枚のセールスを記録した。
同年、バンドはSimple Planと共に初の日本ツアーを行い、東京、大阪、名古屋を訪れた。このツアーでのパフォーマンスがビデオゲーム・コンポーザーである石元丈晴の目にとまり、バンドはディシディア ファイナルファンタジーのテーマソングを含む、サウンドトラック3曲のアレンジ、歌詞、そして演奏を担当することとなった。ディシディア ファイナルファンタジーのサウンドトラックは、日本のiTunesチャートにて50位を記録。
また、同年バンドは自主レーベルHopeful Tragedy Recordsに、マルチメディア・セクションとしてYFE-TVを加え、多岐にわたるコンテンツの放送を始めた。

### スタジオの購入、そしてBla Bla Bla：ライブショー (2009–2010)
Your Favorite Enemiesは2009年、ドラモンヴィルにある旧カトリック教会を購入し、プロフェッショナル・レコーディングスタジオへと改造した。ウェブ上で行うライブストリーミングのための設備から、TVセット、レーベルのオフィス、そして音楽を通してキッズたちに手を差し伸べるためや、人権支援のための非営利団体まで、すべての準備を整えた。バンドメンバーは、今後のプロジェクト等に必要なインフラを整備するため、表舞台からしばし離れる時間をとった。
2010年12月10日、Your Favorite Enemiesは、独自の生トーク番組Bla Bla Bla：ライブショーの第1回エピソードを放送した。番組の目的は、バンドのリリースやツアー情報、新しいバンドグッズの発表やライフスタイルまで、あらゆるニュースをカバーすることだった。2011年6月26日に放送された第4回目放送から現在まで、番組は数時間の休憩を挟み、英語とフランス語で生放送されている。更に、生放送から一週間後には、日本語字幕のついたビデオがリリースされる。

### Hopeプロジェクト, 中国ツアー & Love Is A Promise Whispering Goodbye（デラックス＆リマスター版） (2011)
2011年3月11日、日本の東北地方沿岸は、近代の歴史でも最も破壊力のある地震と津波に見舞われた。このニュースを受けてYour Favorite Enemiesは、すぐさまHopeプロジェクトを開始することにした。バンドは世界中の人から、支援や共感、励ましの言葉を募り、それをポストカードにして被災した人たちに送った。Red Crossをはじめ、世界中至る場所にある小学校からも協力を得た。プロジェクト開始からすぐに世界中の人々から何百枚ものメッセージが届いた。更に、ビルボードやUSAトゥデイなどがこのプロジェクトを支援し、新聞やネット上でこのニュースを拡散していた。2011年5月25日、バンドメンバーは宮城県、南三陸町にあるシェルターを訪れた。Hopeプロジェクトの一つの締めくくりとして、日本ツアーを行ったのだ。"Arisen From Despairs, A Morning Of All Hope"と名付けられたこのツアーで、バンドは東京、大阪、京都に立ち寄り、コンサートをした。ツアー中、日本の読売新聞のインタビューをはじめ、様々なメディア（ビルボード, La Presse, CANOE, Hollywood PQ, La Seigneurie）からの報道を受けた。京都では、海外バンドとして初めて、歴史ある愛宕念仏寺にてコンサートを行った。この時のライブ映像は、2012年1月にDVD "Running Through The Rain of Estrangement... Catching Pure Drops of Diamond Bliss" としてリリースされている。
2011年4月～5月、Your Favorite Enemiesは“The Rising Youth Of The Dragon Land”と称して中国ツアーを行った。MIDIやZEBRAフェスティバルに出演する中、様々な都市のクラブやライブハウスにてコンサートを行った。エイズ基金 (RED) への支援や、長年に渡りアムネスティ・インターナショナルのスポークスパーソンとして知られていたバンドは、“中国で最も物議を醸し出すバンド”と呼ばれることとなった。バンドはビルボードで“アーティスト・オブ・ザ・ウィーク”として特集され、複数のローカルメディア (The Beijinger, China.Org.Cn, This Town Touring, CNNGo, Shanghai Daily, Shanghai Global Times, GoChengdoo)や海外 (Billboard, ORANGE, La Presse) のマスメディアからも注目を受けた。
2011年6月28日、バンドはアルバム『Love Is A Promise Whispering Goodbye』のデラックス＆リマスターバージョンを未発売曲やライブバージョン、限定ビデオを含めてリリースした。また、同時期にこのアルバムや、そのコンテキスト、コンテンツや意味などについてファンから寄せられた質問に答える形で10本のビデオインタビューシリーズも行った。

### Vague Souvenir と Sacred Kind of Whispers (2012–2013)
2012年初頭、Your Favorite Enemiesはアコースティックプロジェクト『Vague Souvenir』の製作を始めた。このアルバムのファーストシングル「Turn The Dirt Over」はアーティストSea Wolfのカバーである。7月31日にリリースされた『Vague Souvenir』には、詩、朗読、バンド初期の曲やバンドにインスピレーションを与えた様々なアーティストのカバーから成る14曲が収録されている。Your Favorite Enemiesがこれまでリリースした中でも最も大きな歓迎を受けたアルバムは、 From A Spark To A Songと呼ばれる特別ブログシリーズにより、それぞれの曲の意味など、詳細が説明された。このアルバムは、2009年にバンドが購入した旧カトリック教会にてレコーディングされるなど、完全セルフプロデュースで発売された。
そしてアルバム『Vague Souvenir』は、LPレコード『Sacred Kind of Whispers』を生むこととなった。バンドのオリジナル楽曲4曲を含み（うち3曲は『Vague Souvenir』より）、さらにフランス語での詩の朗読が5曲、そのうち1曲はLPレコード盤限定である。LPレコード『Sacred Kind of Whispers』は2013年6月7日に発売された。

### Between Illness And Migration (2013–2016)
Your Favorite Enemiesは、2013年1月初めにアルバム『Between Illness And Migration』のレコーディングを終えた。ニューヨークのFluxivityスタジオにて、John Agnello（Sonic Youth, ザ・キルズ, Dinosaur Jr., Kurt Vile, Turbonegro, ボブ・ディラン）の手によってミックス作業が行われた。アグネロ氏はこのアルバムについて“激しさとメロウの両方を兼ね添えたアルバムだ。ギター音も多く、様々なレイヤーを含んだ、曲によっては叙情的な旅とも言えるだろう。プログロック、ノイズロックや初期のエモサウンドなど、このアルバムはSonic Youth, Mars VoltaやSmashing Pumpkinsなんかを思い起こさせるね” 。DIY精神に忠実に、バンドはこのアルバムをマーケットごとに異なる日程で、それぞれ違うボーナストラックやオリジナルアートワークを使用して発売する方針をとる。そして『Between Illness And Migration』は、2013年3月20日に日本のキングレコードから最初に発売された。ファン待望の日本デビューアルバムは好評を博し、タワーレコードで数週間ほど特集アーティストとして扱われた。
2013年7月8日、Your Favorite EnemiesはEP「Youthful Dreams of an Old Empire」をUK限定でリリースした。収録トラック3曲からなるEPは、フルレンスアルバム『Between Illness And Migration』への入り口としてリリースされ、UK全土で好評を得た。AltSoundsはEPについて、“オルタナティブ、シューゲーザー、ニュープログやノイズロックなどがブレンドされた、ザ・レヴォネッツやCrocodilesを想起させるようなサウンド。そして、作詞スタイルはThe Clash, The RamonesやThe Cureなどに影響を受けている”と語っている。With Guitarsは、“バンドはデビューアルバムに気合が入ってるみたいだね。どれをリードトラックにしても良さそうだ”と語り、Louder Than Warは、Your Favorite EnemiesをNickelbackと比べ、“前者の方が遥かに良い”と語った。バンドはSound Revolutionからもポジティブなレビューを受け取った。
2013年9月6日、バンドはオーストラリア盤アルバム『Between Illness And Migration』をリリースした。アルバムはThe Sydney Morning Heraldにて、4つ星を獲得（満点は星5つ）。Your Favorite Enemiesは、“感情の高まりや感動を与え、人々を魅了し続ける音楽を作れるだけの経験があり、才能に溢れたグループだ。アレックス・フォスターが舵を取り社会的活動も行うバンドは、彼らのオーディエンスたちを旅へと連れていくことを楽しんでいる。ポジティブで、エネルギッシュで広々とした作品は、その拡張するギターとリズミカルなドラム、そしてフォスターの好奇心や探究心に溢れた、詩的で感情的なヴォーカルは、瀬戸際を進みながらも自身のフォームを保つミュージシャンの姿がうかがえる”と評された。オーストラリア盤アルバム『Between Illness And Migration』のリリースをサポートするためにYour Favorite Enemiesは、2013年9月7日よりオーストラリアツアーへと出発し、ブリスベンのBig Sound Festivalにも招待された。“More Than Noise And Make-Believes”と名付けられたこのツアーは、オーストラリアと日本へも立ち寄り、アルバム発売から初めての来日を果たした。
10月、バンドはKerrang!誌に招かれロンドンへ向かい、写真撮影と2夜に渡りコンサートを行った。その後、Kerrang! 誌にて“Canada's best-kept secret”（カナダ最大の隠し玉）と評された。またシングル「I Just Want You To Know」は、“耳をとろけさせる曲トップ5”として紹介された。
2014年は、長期ツアーによって始まった。フランスはカンヌのMIDEMに参加したあと、バンドは“From Upper Room To Higher Sky”と称してUKツアーへと出発した。このツアーではイギリス全土やスコットランド（2度）を訪れ、King Tuts, The Barfly, The TheklaやThe Esquiresなどのライブハウスで演奏を行った。
2014年4月22日、フランス限定EP「Entre Marées Et Autres Ressacs」がリリースされた。5曲入り、オリジナルカバーのパッケージEPは、期間＆枚数限定でバンドのオンラインストアにて販売され、2週間も経たないうちに完売となった。現在もデジタル版にて購入が可能である「Entre Marées Et Autres Ressacs」は、フランスのウェブマガジンMuzzart, Metalland, やObskure Magなどにて、高評価を得た。
4月20日、カナダ国内でのオフィシャルリリース1ヶ月前にアルバム『Between Illness And Migration』は、ボーナストラックとバンドのビデオインタビューを含んで、iTunesでプレオーダーが開始された。5月20日のオフィシャルリリース日には、Coldplay と The Black Keysの間、チャート第2位をマークした。リリース日から一週間で、カナダ全国のチャートにて第6位を記録し、HMVでは“今週のベストセラーアーティスト”のタイトルを与えられた。開放的なギターテクスチャーや複雑でアートロックが光るサウンドと、社会政治的なリリック傾向を持ったアルバムは、これまででも最も影響力のあるアルバムだと言われている。アルバムリリース及び、カナダ国内でのチャートより、Le Journal de Montreal, La Presse, L'Express de Drummondvilleなどの一流メディアの注目を集めることとなった。またバンドは、CTV Ottawa Morning Live, MusiquePlusやRadio-CanadaなどのTV出演を果たし、アルバム紹介をした。
カナダ盤アルバム『Between Illness And Migration』からのファーストシングル「I Just Want You To Know」が、4月よりモントリオールのロックラジオ局CHOM-FMにて放送され始め、Slaves on DopeのJason Rockmanによって、4月21日に“Big Shiny New Song of the Week”（今週のビッグな新曲）として選ばれた。「I Just Want You To Know」は局のローテーションに加わり、1日に1回は必ず流れるほど頻繁にプレイされた。また、バンドはCHOM-FM局のスタジオに招かれ生演奏をし、The Rockmanとのインタビューも行った。更に、「I Just Want You To Know」の公式ビデオクリップもMuchMusicやMusiquePlusのローテーションに加わった。
アルバム『Between Illness And Migration』は、Kerrang!誌の評価により4K（最高5K）を与えられ、“詩的な歌詞と力強いメロディーがブレンドされたBetween Illness And Migrationは、聴く者を魅惑的な旅へと連れていき、コミュニティ価値に重きを置くバンドの物語を語っている”と紹介された。
アルバム『Between Illness And Migration』は、2015年のジュノー賞にて、Sam Roberts Band, Arkells, The Glorious SonsとBig Wreckと並び、“ロックアルバム・オブ・ザ・イヤー”にノミネートされた。
2016年6月17日、Your Favorite Enemiesは前作『Between Illness And Migration』に新しい解釈を与えたアルバム『Tokyo Sessions』をリリースした。デラックス・エディションとして、オリジナルアルバムより新解釈された12曲が収録され、ボーナストラックには「1-2-3 (One Step Away)」、「A View From Within」、「I Just Want You To Know」と「Where Did We Lose Each Other」のラジオエディットバージョンが含まれている。カナダ国内のSoundscanセールスより、アルバムは発売当日に第6位を記録した。また、iTunesでは大きく飛躍し、オールジャンルのアルバムセールスで第4位、ロックチャートで第2位、オルタナティブチャートで第3位、そしてカナダ人アーティスト内で第2位を記録するなど、4つのカテゴリーでTop5入りを果たした。

### A Journey Beyond Ourselves (2017)
2017年はニューアルバム制作のために、インスピレーションとライティング・セッションに満ちた年になるだろうと分かっていたYour Favorite Enemiesのメンバーは、“A Journey Beyond Ourselves”と名付けられたバンド初の限定レコード・ボックスセットとストーリーブックをリリースした。アルバム『Between Illness and Migration』と『Tokyo Sessions』の成功によって約5年ほど世界ツアーをしたのち、ファンへの感謝の気持ちを込め、それまでの意味深い曲たちを集めたハンドメイド・コレクターアイテムを作ってお祝いすることにした。ボックスセットはフィジカル・フォーマットのみでリリース。レコードは旋盤加工技術を用いて作られ、デザインはスクリーンプリントが施された。アルバムはモントリオールにある複数の個人レコード店で販売され、海外へはバンドの公式ウェブサイトから発送することによって、彼らのDIY精神を更に新しいレベルへと引き上げた。
“A Journey Beyond Ourselves”は、アルバムについての瞬間をシンプルに集めたものというよりも、家へ戻る道を見つけようともがいている6人として、またバンドとしての最近の5年間から生まれた親密で、パーソナルなプロジェクトなんだ。カオティックでノイジーで悩ましい僕らの性質や特異な航海を乗り越えて、全員が、一人一人がどう変わっていったのかについて。呼び名は何でも良かったし、他にも様々な方法で提示できただろうし、様々な光とアングルでさらけ出すことができただろう…でも、長いあいだ魂の混乱を経験したあと、本当に神聖で純粋なものは、完璧さや正しい視点とは何の関係もないことに気づいたんだ。本当に大切なことは、僕らという枠を越えた、挑戦的で並外れた旅についてさらけ出し、心を開き、分かち合うことにした僕ら自身の正直さだ”
— アレックス・H・フォスター
2017年7月4日にExclaim!マガジンにて楽曲「Underneath A Blooming Skylight」のビデオクリップが初公開され、その年の9月1日にアルバムをリリース。アンディ・ウォーホルの観るものを選ぶ目の眩むようなアヴァンギャルド映画、そしてニューヨークに潜む過度に陶酔したエッセンスや自己破壊的な幻想を持つサブカルチャーにインスピレーションを受けたこのビデオは、若くして命を落としたアンダーグラウンドのミューズ、イーディ・セジウィックによって映し出される1960年代のサイケデリックな精神へのオマージュでもある。
カナダでの反応は好評で、FYI、カナディアン・ミュージシャンズ、そしてExclaim!などに続いて多くのデイリー誌がアルバムの話題を取り上げた。ファクターはミュージックビデオを気に入り、NOW4K, LOUDや21st Century Rockなど様々なStingrayのチャンネルで放送されている。レコードのボックスセットは発売から1ヶ月ほど経った10月5日に完売。

## ノミネートや受賞

### Juno賞
| 年   | ノミネート対象                | 賞                     | 結果       |
| ---- | ----------------------------- | ---------------------- | ---------- |
| 2015 | Between Illness And Migration | Rock Album of the Year | ノミネート |

## ディスコグラフィー

### アルバム
- Love Is a Promise Whispering Goodbye (2008年6月17日)
- Love Is a Promise Whispering Goodbye (デラックス & リマスター) (2011年6月28日)
- Vague Souvenir (2012年7月31日)
- Sacred Kind Of Whispers (2013年6月7日)
- Between Illness and Migration (日本盤) (2013年3月20日)
- Between Illness And Migration (オーストラリア盤) (2013年9月6日)
- Between Illness And Migration (カナダ盤) (2014年5月20日)
- Between Illness And Migration (ヨーロッパ盤) (2014年11月3日)

### EP
- And If I Was to Die in the Morning... Would I Still Be Sleeping with You (2007年6月1日)
- Youthful Dreams of an Old Empire (2013年7月8日)
- Entre Marées Et Autres Ressacs (2014年4月22日)
- A Vision Of The Lights We're In (2015年4月18日)

### DVD
- Running Through The Rain of Estrangement... Catching Pure Drops of Diamond Bliss (2012年1月21日)
- The Uplifting Sound of an Epiphanic Awakening (2011年11月19日)

### サイドプロジェクト
- 『Windows in the Sky』by アレックス・ヘンリー・フォスター (2018年11月9日)

## Bla Bla Bla：ライブショー、その他メディア
2010年12月19日、Your Favorite Enemiesは独自のウェブトーク番組Bla Bla Bla：ライブショーの放送を開始した。インターネットを通して放送される約2時間ほどの番組は、バンドのライフスタイルから、公式ニュース、最新リリース、新しいプロジェクトやツアー情報、更にセット上での生演奏から、限定ビデオ＆写真なども見ることができる内容となっている。2011年6月6日に放送した第4回エピソードより、このトーク番組は英語とフランス語で放送され、再放送では日本語の字幕がつく。
Bla Bla Bla：ライブショーの放送が開始される前、2008年12月2日から2010年4月18日まで、Your Favorite Enemiesは無料ウィークリー・ポッドキャストをウェブ上で配信していた。YFE-TVと呼ばれ、Your Favorite Enemiesを構成する6人のアーティストのポートレイトとして、舞台裏の映像やコンサート映像、スタジオセッション、インタビューや人権支援者としての活動まで、様々なトピックについて触れていた。そのエピソードなどが、バンドの公式YouTubeチャンネルYFE Networkにアップされている。

## 人権
Your Favorite Enemies は、アムネスティ・インターナショナル, (RED), Rock N' Rights, War Childを支援している。
以前ソーシャルワーカーとして働いていたアレックス・フォスターは、10年以上アムネスティ・インターナショナルのスポークスパーソンとして関わっている。アレックスは、アムネスティ・インターナショナルが毎年開催する青年議会のカンフェレンス・スピーカーとして幾度か参加し、Fred M'membe解放のために曲を書いたこともある。バンドはアムネスティ・インターナショナル30周年記念（2007）や、Give Peace A Chanceの35周年記念、Imagine（2004）、Marche des femmes vers l'an 2000、そして人権と自由の憲章51周年記念ではコンサート会場で演奏も行った。2010年の世界人権宣言の日、バンドは力強いメッセージが込められたビデオを製作し、同時にアムネスティ・インターナショナルのアートを通したキャンペーン"Write for Rights"をサポートした。バンドは2011年にも同じメッセージをもって、新しいビデオを製作した。
また、ワープド・ツアー (2007)中、アメリカ出身のバンドアンタイ・フラッグと共に、人権についてのインタビューも行った。

## スポンサー
Your Favorite Enemies が支援を受けているのは以下の通りである：デューゼンバーグ, ダダリオ, Eden Electronics, Homebrew Effects, Mack Amps, Mapex Drums, オレンジ (楽器メーカー), ボス, Remo S. Walker Electric Guitars, セイビアン, ゼンハイザー, Soul Power Instruments, テイラー・ギター, TC Electronic, Tech 21, Vater Percussion, ヴォックス (楽器メーカー).